# البطولة الوطنية المجرية 1935–36
البطولة الوطنية المجرية 1935–36 (بالمجرية: 1935–1936-os magyar labdarúgó-bajnokság)‏ هو الموسم 33 من  البطولة الوطنية المجرية. أشرف على تنظيمه اتحاد المجر لكرة القدم، وكان عدد الأندية المشاركة فيه  14، وفاز فيه نادي بودابست.